# Udo Raschewski
Udo Raschewski ist ein deutscher Komiker, Zauberer, Moderator und Schauspieler aus Köln. Bekannt wurde er mit seiner Figur Magic Udo, einem Großraumillusionisten.

## Leben
Udo Raschewski studierte zunächst an der deutschen Sporthochschule in Köln. Dennoch entwickelte er Interesse für Bühnenauftritte. Seine Karriere startete nach dem Studium mit kleineren Auftritten als Moderator, außerdem hatte er Fernsehauftritte als Statist. Sein Durchbruch gelang ihm dann mit der Figur Magic Udo, in der Raschewski einen dilettantischen „Großraumillusionisten“ aus Bad Münstereifel spielt. Mit dieser Rolle hat er mehrere Auftritte und bekommt erste Auszeichnungen. Neben mehreren Auftritten im Berliner und Hamburger Quatsch Comedy Club tourt Raschewski als Magic Udo seit 2009 mit seinem Soloprogramm „Unseeable Powers – Unsichtbare Kräfte“ durch Deutschland. Bei vielen von Raschewskis Auftritten und „Zaubertricks“ spielen Hunde mit.
Raschewski ist verheiratet und hat eine 2008 geborene Tochter sowie eine erwachsene Ziehtochter. Er arbeitet als Gruppenleiter im offenen Ganztag einer Kölner Grundschule und lebt in Köln.

## Fernsehauftritte (Auswahl)
Gastauftritte
- RTL2 Fun Club
- WDR Fun(k)haus
- Cindy aus Marzahn und die jungen Wilden (2010)
- Tatort (Münster)
- Tiere suchen ein Zuhause
- Unter uns
- Verbotene Liebe
- Wissen macht Ah!
- Alles was zählt
- Geld oder Liebe

## Auszeichnungen und Erfolge
- 2005: Gütersloher Straßenfiffi (2. Platz Wettbewerb & Publikumspreis)
- 2006: Kleinkunstpreis Remscheid (2. Platz)
- 2006: Kleinkunstfestival Usedom (3. Platz)
- 2008: Emmendinger Kleinkunstpreis (1. Platz)[2]
- 2008: Tiroler Kleinkunströhre (1. Platz Wettbewerb & Publikumspreis)[6]
- 2009: Humoristenpreis „Lachender Morio“ (1. Platz)
- 2009: Hamburger Comedy Pokal (Halbfinale)
- 2009: Dortmunder Kabarett- und Comedy-Pokal (Finale)
- 2010: Bremer Comedypreis (Publikumspreis)[7]